# Карбі (Шлезвіг-Гольштейн)
Карбі (нім. Karby), також Карбю (дан. Karby) — громада в Німеччині, розташована в землі Шлезвіг-Гольштейн. Входить до складу району Рендсбург-Екернферде. Складова частина об'єднання громад Шляй-Остзее.
Площа — 2,09 км2. Населення становить 550 ос. (станом на 31 грудня 2020).

## Галерея

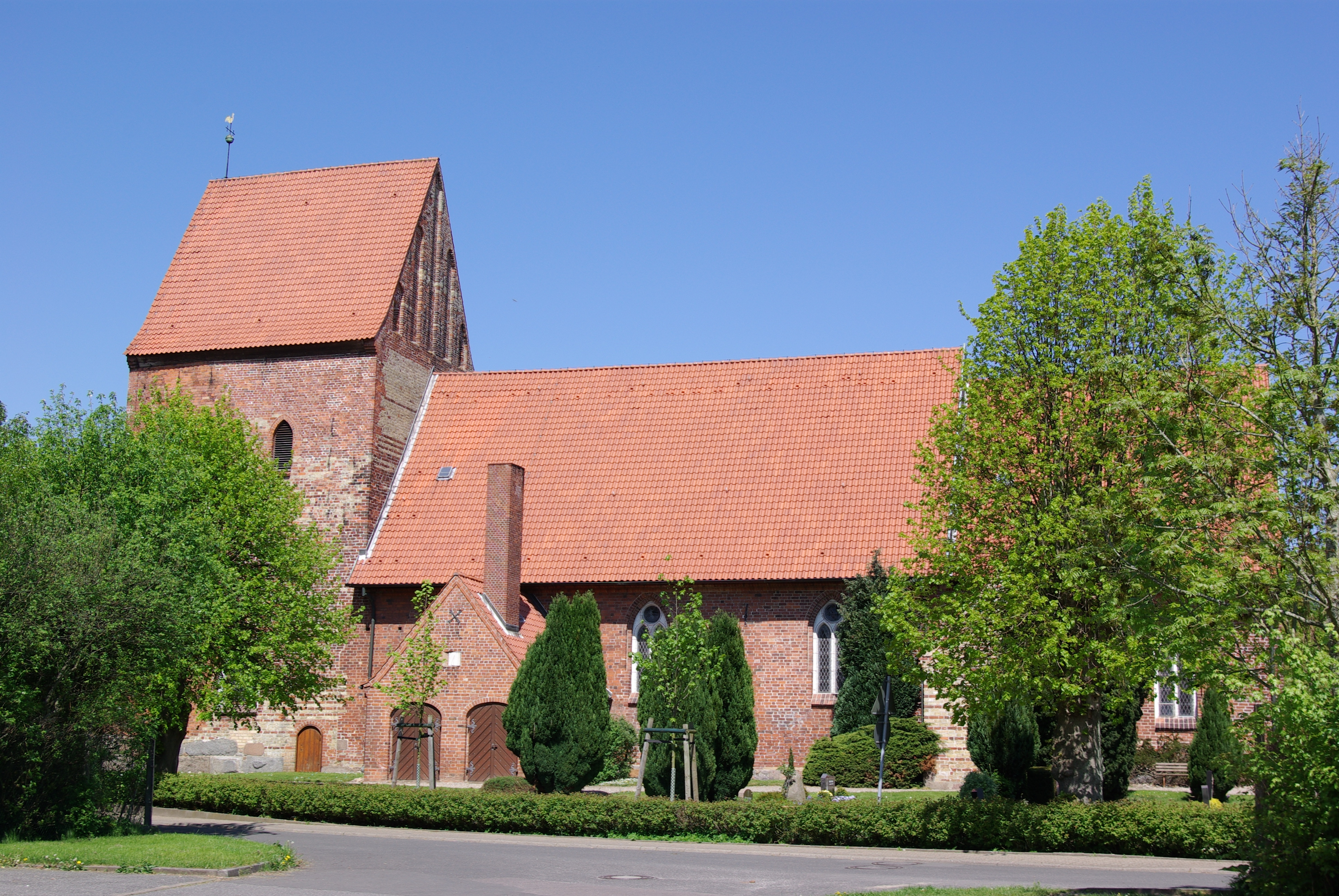
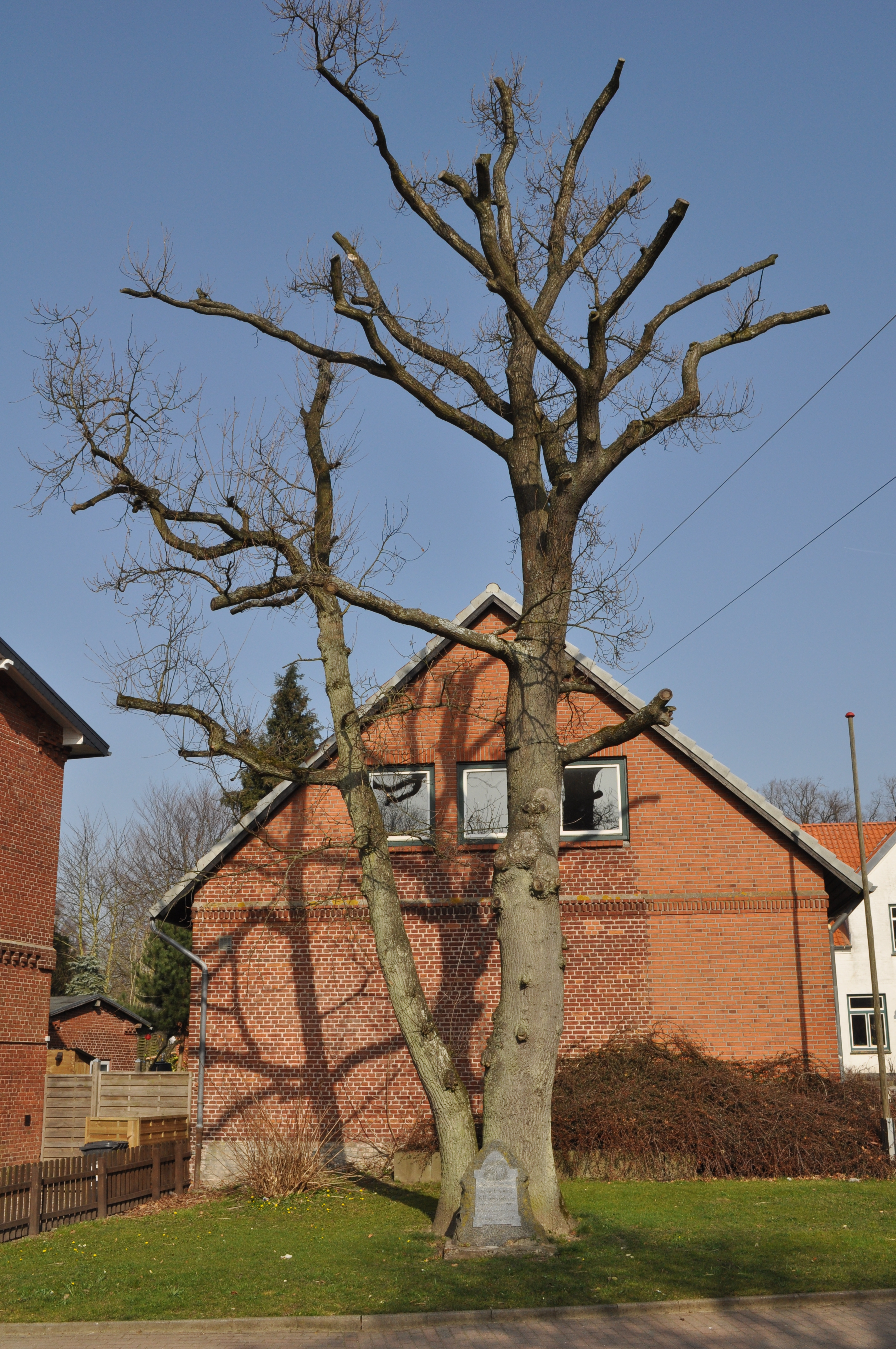